# Perisama sinerubra
Perisama sinerubra är en fjärilsart som beskrevs av Mengel 1919. Perisama sinerubra ingår i släktet Perisama och familjen praktfjärilar. Inga underarter finns listade i Catalogue of Life.